# Acerophagus nubilipennis
Acerophagus nubilipennis är en stekelart som beskrevs av Dozier 1926. Acerophagus nubilipennis ingår i släktet Acerophagus och familjen sköldlussteklar.
Artens utbredningsområde är:
- Dominikanska republiken.
- Puerto Rico.

Inga underarter finns listade i Catalogue of Life.